# Hallgatag Szent János
Hallgatag Szent János (görögül: Ἅγιος Ἰωάννης ὁ Ἡσυχαστής) (Nikopolisz, ma: Koyulhisar, 454. január 8. – Szent Szabbász-lavra, Jeruzsálem mellett, 558. május 13.) szentté avatott püspök és remete.

## Élete
Szülei gazdag és politikailag nagyon befolyásos polgárok voltak Nikopolisz örmény városban. Szüleit 18 éves korában veszítette el, s az örökségéből 10 szerzetesre méretezett kolostort épített. 28 éves korában az örmény Kolonia városa felkérte, hogy legyen a város püspöke. Új feladatát vonakodva, de elvállalta, s 9 éven keresztül szolgált püspökként. Sógora, Paszinikosz viszont, aki időközben az ország legnagyobb hatalmi méltóságába jutott, minden módon zaklatta az örmény egyházat, így a püspök jobbnak látta, hogy elhagyja Örményországot és Konstantinápolyban panaszt tegyen a császárnál. Miután Konstantinápolyban Zénón császárral és Eufémiosz érsekkel közölte az örmény egyház helyzetét, titokban a Szentföldre utazott, s soha többé nem tért vissza Kolonia városába.

## Remeteként
Rövid ideig Jeruzsálemben tartózkodott egy öregek otthonában, majd a pusztába ment Szent Szabbász lavrájába, ahol 150 szerzetes élt. Amint később elbeszélte életrajzírójának, Szküthopoliszi Kürillosznak, egy látomás irányította oda, egy „fénykereszt alakú” csillag.
Szent Szabbász, aki semmit nem tudott a jelentkező múltjáról a kolostor gondnokára bízta az új jelentkezőt, aki a legalantasabb munkára osztotta be őt, vizet hordott a patakról, segített a sütés-főzésben és mindenekelőtt a fejlődő kolostor építkezéseiben. Minden munkában olyan jól bevált, hogy rábízták a vendég- és konyhamester felelősséggel teli tisztségét. Nemcsak a számos kolostorlakó szükségleteiről gondoskodott, hanem azoknak az építőmunkásoknak az ellátásáról is, akik a lavrától nem messze egy kis kolostor felépítésén dolgoztak.
Egy év múlva Szabbász szerzetesének, akit most már a lelki életben a haladók közé számított, kijelölte a lavra egy remetecelláját (egy barlangot vagy egy kunyhót egy közeli szakadékban). Rendszerint hétfőtől péntekig tartózkodott ott, és csak a szombati, vasárnapi közös szentmisére tért vissza a testvérek közösségébe. 
Négy év szerzetesség után Szent Szabbász úgy döntött, hogy János méltó a papi tisztségre, így elvitte magával a jeruzsálemi pátriárkához, hogy felszenteljék pappá. János kérte, hogy a pátriárkával egyedül maradhasson, s ott bevallotta neki kilétét, azzal a kéréssel, hogy ezt ne árulja el senkinek. A pátriárka csak annyit közölt Szabbásszal, hogy nem szentelheti fel a szerzetest pappá. 
János ezután teljesen visszahúzódott cellájába, és még hét végén sem tért vissza a lavrába; többé nem is vett részt a testvérek istentiszteletén. Négy éven át teljes elhagyatottságban és magányosságban élt. Amikor 503-ban forrongás tört ki a Szabbász-lavrában, János elhagyta celláját, és a Holt-tenger nyugati partjánál levő Ruban-pusztaságba ment.
Hat évet töltött el egy barlangban. Vadontermő gyümölcsökkel és gyökerekkel táplálkozott, alkalmilag pedig jó emberek adományaival is élt.
Amikor Szabbász újból átvette kolostora vezetését, felkereste Jánost magányában, mivel aggódott érte. Azzal érvelt, hogy János már eléggé rábízta magát Isten gondviselésére, most már engedjen teret az emberi gondoskodásnak is, és térjen vissza a testvérek oltalma alá. János engedelmeskedett: otthagyta szeretett magányosságát, és a Szabbász-lavrától nem messze, egy előreugró szikla alatt egy parányi cellába záratta be magát. 
Haláláig még negyvenhat évig élt  nem hagyta el többé celláját, még mesterének, Szabbásznak halálakor sem. 104 éves korában halt meg.

## Fordítás
- Ez a szócikk részben vagy egészben  a   John the Silent című angol Wikipédia-szócikk fordításán alapul.  Az eredeti cikk szerkesztőit annak laptörténete sorolja fel. Ez a jelzés csupán a megfogalmazás eredetét és a szerzői jogokat jelzi, nem szolgál a cikkben szereplő információk forrásmegjelöléseként.